# Achim Baumgarten

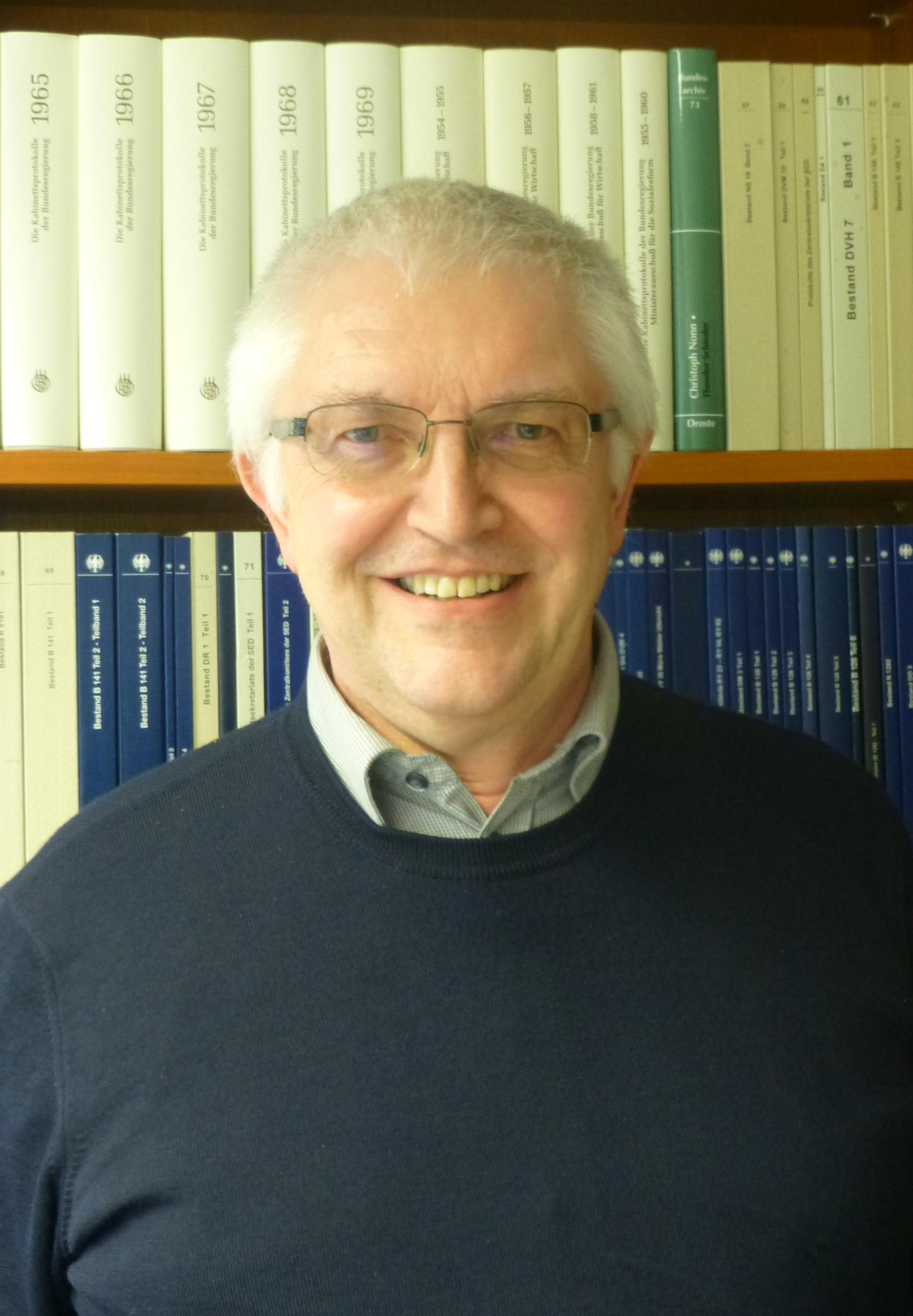
Dr. Achim Baumgarten (Bundesarchiv)

Achim Baumgarten (* 19 de marzo de 1956 en Altweidelbach, Rhein-Hunsrück-Kreis) es un historiador, político y archivista alemán. Su trabajo se destaca por el estudio histórico de la región del Hunsrück, de las cuales tiene varias publicaciones y ha ganado distinciones.
Nació en 1956 en Altweidelbach, en 1974 se mudó a Argenthal donde realizó sus estudios de nivel secundaria. Baumgarten es casado y tiene dos hijas; entre sus pasatiempos se encuentra el estudio de la historia-política local y genealogía. Se ha lanzado como candidato independiente para la campaña electoral del Consejo Ejecutivo de Rheinböllen.
El Dr. Baumgarten empezó a realizar publicaciones como trabajo voluntario desde 1989 en el Archivo Federal Alemán, por los cuales ha sido galardonado en distintas ocasiones; uno de sus reconocimientos más destacados fue recibir la medalla Rheinland-Pfalz reconocimiento que entrega dicho Estado Federal Alemán. Entre sus obras más reconocidas se encuentran Hexenwahn und Hexenverfolgung im Naheraum: Ein Beitrag zur Sozial- und Kulturgeschichte (1987) y Leben im Hunsrück (1998).
Desde el aňo 1996 es vicepresidente y responsable de la "Biografía Hunsrücker". De 1999 al 2012 ha sido miembro del Consejo del Estado Mayor en el cual es delegado del Gobierno Federal para la Cultura y Medios de Comunicación. Desde 2010 ha sido presidente de la Asociación para la promoción de la educación y la enseñanza del alemán en el África. Un hombre que siempre ha fomentado la cultura y la historia para el desarrollo de su país.
Durante 17 años ha estado en alianza con el partido local “Hunsrück” como miembro del consejo de la ciudad en el ayuntamiento. Su participación en el consejo y sus buenos contactos con la política nacional han sido propicios para el bienestar del pueblo por más de 25 años.
Baumgarten ha trabajado en un gobierno con bases en el liderazgo personal y asuntos administrativos como historiador que ha creado en los últimos años crónicas locales, pero se ha ocupado de la historia particular de la región de Rheinböllen, pues sabe lo importante que es mantener las tradiciones establecidas y con condiciones especiales de las comunidades locales.